# Jean Grimaldi de Beuil
Pour les articles homonymes, voir Famille Grimaldi de Beuil, Grimaldi et Bueil.
 (mai 2019).
Si vous disposez d'ouvrages ou d'articles de référence ou si vous connaissez des sites web de qualité traitant du thème abordé ici, merci de compléter l'article en donnant les références utiles à sa vérifiabilité et en les liant à la section « Notes et références ».
Jean Grimaldi de Beuil (v. 1368-v. 1443) est le fils de Barnabé Grimaldi de Beuil et de Béatrice Féraud de Glandevès.  

## Biographie
Jean Grimaldi de Beuil est issu d'une famille de patriciens génois du parti guelfe, favorable au pape, exilée après la victoire du parti gibelin, soutien de l'empereur, au sein de la république de Gênes. Il est le petit-fils du premier seigneur de la branche des Grimaldi de Beuil, Andaron Grimaldi, qui a épousé l'héritière de la seigneurie de Beuil, Astruge Rostaing ou Astruga Rostagni, fille de Guillaume Rostaing ou Rostagni, massacré par ses sujets. 
Ils forment la branche des Grimaldi de Beuil, dont le dernier représentant, Annibal, est exécuté sur sentence du Sénat de Nice en 1621.
Il succède à son père, Barnabé, mort en 1368, à la tête de la baronnie.
Après la mort de la reine Jeanne Ire de Naples, comtesse de Provence, assassinée au château de Muro le 22 mai 1382, les deux héritiers désignés successivement, Charles de Duras et [Louis Ier d'Anjou entrent en conflit. Mais les deux prétendants décèdent rapidement et leur succession échoit à leurs enfants mineurs respectifs. Ainsi, tandis que la majeure partie de la Provence reconnait la régente Marie de Blois, pour le compte de son fils Louis II d'Anjou, le parti des Duras conserve des soutiens sur la rive gauche du Var. C'est ainsi que le roi de Naples, Ladislas d'Anjou-Duras, face à la défection du sénéchal qu'il avait nommé en Provence, désigne Jean Grimaldi de Beuil comme son lieutenant et gouverneur le 19 octobre 1387. Un an plus tard, alors que la majeure partie de la noblesse niçoise reste fidèle au parti angevin, Jean de Beuil est nommé sénéchal le 14 avril 1388 par Ladislas. Il agrandit ainsi son influence.  
Ambitieux et adroit, Jean, assisté de son frère Ludovic, prend un rôle de premier plan dans la dédition de Nice à la Savoie, en 1388. Il dispose à l'époque d'un fief solidement implanté dans les montagnes niçoises regroupant Beuil, Péone Roubion, Roure, Ilonse, Thiery, Touêt de Beuil, Bairols, Rigaud et Pierlas. Il profite du fait que son suzerain, Ladislas soit chassé par les Napolitains tandis que les familles importantes de la région se détachent peu à peu des Duras. Face aux difficultés, le roi de Naples est dans l'incapacité d'apporter quelque aide que ce soit aux Niçois.  
Dès lors, les deux frères envisagent de trouver un suzerain suffisamment puissant pour assurer la sécurité de la région et qui leur serait  redevable d'avoir agrandi son patrimoine. Ce personnage n'est autre qu'Amédée VII de Savoie, dit le comte rouge. D'ailleurs, à l'occasion de la guerre de succession de Provence ayant opposé les Angevins aux Duras, le comte Rouge est intervenu en Haute Provence et a reçu la soumission de villages de la vallée de l'Ubaye en 1384. Pour couronner le tout, Amédée obtiendrait un avantage indéniable en ayant enfin un accès à la mer pour ses États. Hormis les Grimaldi de Beuil, Amédée VII ne pouvait espérer d'autres partisans et se trouverait donc leur obligé, ce qu'escomptaient bien les deux frères.  
Ludovic Grimaldi est donc envoyé en ambassade, avec une délégation niçoise, auprès du roi Ladislas et de sa mère Marguerite, qui ne peut leur apporter aucun secours. Le roi les autorise à se « donner à tel seigneur qu'il leur plairait, mais que ce ne fut à leur adversaire, le duc d'Anjou ». À leur retour, les notables niçois se réunissent en présence du baron de Beuil, qui obtient l'accord général sur le nom de la maison de Savoie. Ludovic va, en août 1388, servir d'intermédiaire entre son frère et le comte Rouge et négocier le rattachement du pays niçois à la Savoie. À cette occasion, le comte confirme déjà les possessions détenues par les Grimaldi de Beuil et y adjoint Villars, le val de Massoins et d'autres terres dans le Haut-Var. Un accord secret est conclu par lesquels Jean de Beuil s'engageait à remettre la partie orientale de la Provence sur laquelle il avait autorité au comte et ce dernier à ne pas remettre la région à la maison d'Anjou.  
Les émissaires de Nice, autorisés par le Conseil des Quarante de la ville, vont présenter leur requête à Amédée VII, qui en septembre 1388 se met en marche avec 29 lances et 3 archers vers la Provence. En cours de route il reçoit la soumission de Barcelonnette, Saint-Étienne-de-Tinée et Saint-Martin-Vésubie. Le 28 septembre 1388 est signé ce qui sera le traité de Saint-Pons, connu comme la dédition de Nice à la Savoie de 1388. La Provence orientale — rive gauche du Var — se constitue ainsi en Terres neuves de Provence des États de Savoie. Ce texte prévoit que si dans les trois ans Ladislas dédommage le comte de Savoie de tous les frais engagés pour la garde et la conservation du pays, la région lui ferait retour. Ce ne sera pas le cas.
Jean Grimaldi reçoit d'Amédée VII une vingtaine de fiefs et des sommes importantes en reconnaissance de son action. Le baron de Beuil dispose de la pleine juridiction et des droits régaliens sur ses terres, sous la seule réserve de l'hommage. Son frère Ludovic reçoit la seigneurie du Val de Massoins, laquelle fera ultérieurement retour à la branche ainée.
Mais inassouvis, les deux frères vont jeter leur dévolu vers Monaco, alors possession génoise qui avait appartenu à la famille Grimaldi de 1330 à 1357 et qui avait été restituée contre indemnité. Ils entendent faire retour de cette place dans le giron familial. Ainsi, en janvier 1395, ayant armé une petite troupe et s'étant assurés de complicité, ils s'emparent de la forteresse. Fort de ce succès, ils se portent sur Vintimille, mais leur troupe est décimée par l'effondrement d'un pont et les deux frères, blessés, sont faits prisonniers. Ils ne retrouvent la liberté qu'un an plus tard, lorsque Gênes se donne à la France.
Entretemps, Jean Grimaldi a été remplacé dans ses fonctions de sénéchal, son épouse contrainte de quitter Nice et ses fiefs de Roure, Puget, Villars et du val de Massoins saisis. Jean Grimaldi se tourne alors vers les Angevins de Provence. Il engage une lutte, victorieuse dans les premiers temps, mais qui tourne ensuite à son désavantage. Le jeune comte Amédée VIII entend mettre fin à cette révolte et restitue leurs biens aux Grimaldi de Beuil en janvier 1400.
Cet épisode est suivi par la révolte de Ludovic Grimaldi, seigneur de Massoins, qui se révolte en 1409 contre son suzerain mais finit par capituler en 1412. Il rentre rapidement en grâce.
Durant toute la première moitié du XVe siècle, les Grimaldi seront tenus à l’écart de toute charge publique en pays niçois, pour être contenus dans leur baronnie de Beuil, où ils sont parvenus à se tailler une seigneurie quasiment indépendante.
En 1443, Jean de Beuil apparaît pour la dernière fois dans un acte et ce sera son fils, Pierre, qui est cité comme baron de Beuil en 1444.

## Armoiries

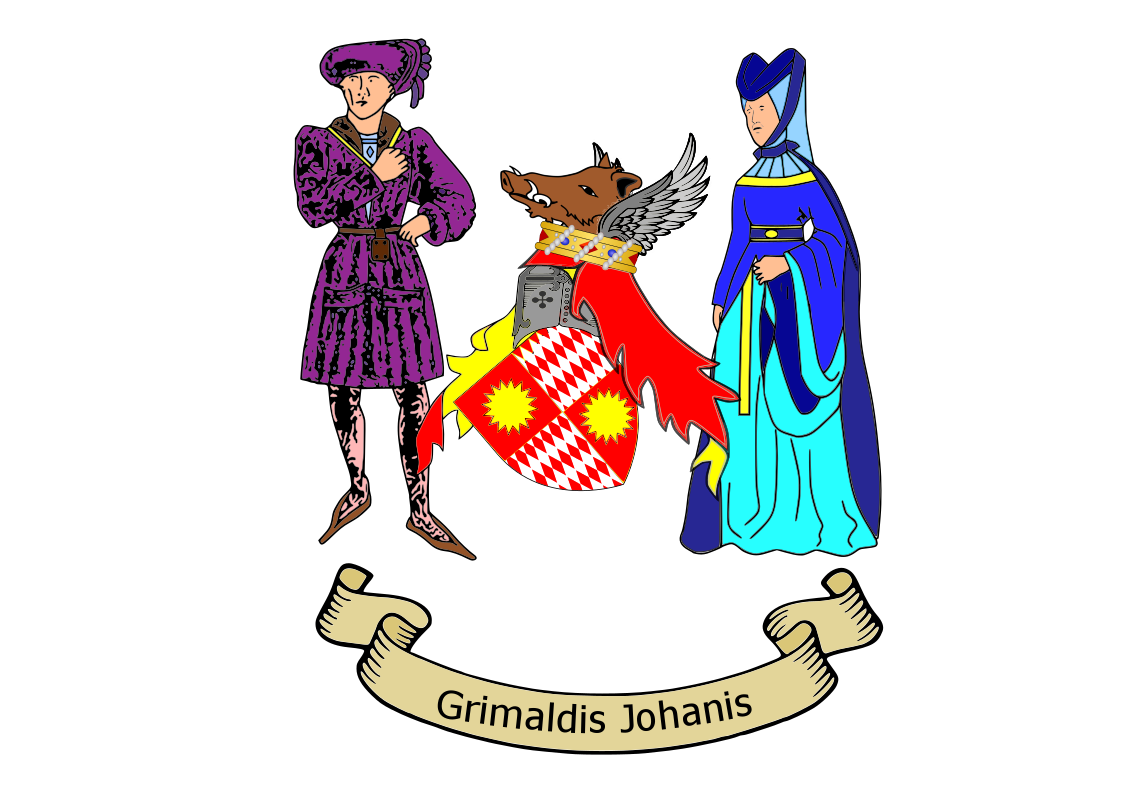
Armes de Jean Grimaldi, baron de Beuil.